# IMAM Ro.58
IMAM Ro.58
Ro.58の試作機（グイドーニア・モンテチェーリオ空港にて）
- 用途：戦闘機/急降下爆撃機
- 設計者：ジョヴァンニ・ガラッソ（Giovanni Galasso）
- 製造者：IMAM
- 初飛行：1942年5月
- 生産数：1機
- 運用状況：試作のみ

IMAM Ro.58は、IMAM Ro.57から開発されたイタリアの双発複座戦闘機である。

## 設計と開発
1942年5月に初飛行を行ったRo.58は、主にRo.57が使用していたフィアット A 74よりも高出力なダイムラー・ベンツ DB 601を搭載したことにより全般的に性能が向上したと考えられた。当初は不具合が多く、初飛行は熟練のテストパイロットであるアドリアーノ・マンテッリの腕だからこそ無事にすませられた。
本機は胴体背面の前後に長い張り出し（単座のRo.57に対してここに2名の乗員が搭乗している）があることで容易に認識でき、メッサーシュミット Bf 110に似た構成の双垂直尾翼を持っていた。
DB 601エンジンを搭載したRo.58の性能（最高速度：605 km/h at 5,000 m、航続距離：1,500 km、飛行高度：10,500 m）は、当時の多くの単発戦闘機よりも良好なものであった。
Ro.57よりも強力な武装は、機首に3門と胴体下面に2門（胴体下の機関砲は初飛行時には装着されず）の合計5門の前方固定式MG 151 機関砲と後方防御用に12.7 mm ブレダSAFAT機関銃を装備していた。
メッサーシュミット Me 410との比較試験でRo.58の方が優れていることが分かったが、初期の予想以上の不具合は量産を遅らせた。不具合が解消された頃にはイタリアの状況は変わっており、単発戦闘機に振り向ける資源にすら事を欠き、より高コストの双発戦闘機には手が回らなかった。
1940年や1941年に量産に入らなかったRo.57と同様に1942年5月になってようやく登場したより強力な武装を備え高速を発揮したRo.58は1943年9月に連合国に降伏したイタリアにとり量産するには遅すぎる機体であった。

## 要目
One prototype only produced.
出典: Уголок неба — Ugolok Neba — "Sky Corner"
諸元
- 乗員: 2
- 全長: 9.89 m （32 ft 4 in）
- 全高: 3.39 m （11 ft 1 in）
- 翼幅: 13.40 m（43 ft 10 in）
- 翼面積: 26.2 m2 （282 ft2）
- 空虚重量: 4,350 kg （9,570 lb）
- 運用時重量: 6,100 kg （13,420 lb）
- 有効搭載量: kg （lb）
- 最大離陸重量: kg （lb）
- 動力: ダイムラー・ベンツ DB 601 液冷 倒立V型エンジン、876 kW （1,175 hp）   × 2

性能
- 超過禁止速度: km/h （kt）
- 最大速度: 605 km/h  378 mph
- 巡航速度: km/h （kn） mph
- 失速速度: km/h （kt）
- フェリー飛行時航続距離: km （海里）
- 航続距離: 1,500 km （nmi） 940 miles
- 実用上昇限度: m （ft）
- 巡航高度: 9,800 m (32,000 ft)
- 離陸滑走距離: m （ft）
- 着陸滑走距離: m （ft）
- 馬力荷重（プロペラ）: kW/kg （lb/hp）

武装
- 固定武装: 3 × 前方固定20 mm MG 151 機関砲（機首）
2 × 前方固定20 mm MG 151 機関砲（胴体下面）
後方可動式12.7 mm ブレダSAFAT機関銃（後部座席）